# Directeur d'école en France
 (juillet 2017).
En France, les enseignants chargés de la direction des écoles primaires sont appelés des « directeurs d'école ».
Le directeur d'école est un professeur des écoles nommé sur un poste de direction après avoir été inscrit sur une liste d'aptitude départementale. Un professeur des écoles peut également être nommé directeur s'il n'est pas sur cette liste et s'il reste des directions vacantes après le mouvement annuel, mais il ne l'est alors qu'à titre provisoire. Un professeur des écoles peut être aussi nommé directeur d'école (ou chargé d'école) sans être sur la liste d'aptitude, et à titre définitif, à la condition qu'il s'agisse d'une école à classe unique. Le directeur d'école bénéficie d'un régime de décharge partielle ou totale d'enseignement .

## Les fonctions
Le directeur d'école veille à la bonne marche de l'école et au respect de la réglementation qui lui est applicable. Il procède à l'admission des élèves sur la production du certificat d'inscription délivré par le maire. Il répartit les élèves entre les classes et les groupes, après avis du conseil des maîtres. Il répartit les moyens d'enseignement. Après avis du conseil des maîtres, il arrête le service des instituteurs et des professeurs des écoles, il fixe les modalités d'utilisation des locaux scolaires pendant les heures et périodes au cours desquelles ils sont utilisés pour les besoins de l'enseignement et de la formation. Il organise le travail des agents territoriaux spécialisés des écoles maternelles qui, pendant leur service dans les locaux scolaires, sont placés sous son autorité. Il organise les élections des délégués des parents d'élèves au conseil d'école ; il réunit et préside le conseil des maîtres et le conseil d'école. Il prend toutes dispositions utiles pour que l'école assure sa fonction de service public. À cette fin, il organise l'accueil et la surveillance des élèves et le dialogue avec leurs familles. Il représente l'Education Nationale auprès de la commune et des autres collectivités territoriales.
Le directeur d'école n'est pas le supérieur hiérarchique des autres enseignants de l'école : le supérieur hiérarchique de tous les enseignants du premier degré est l'inspecteur de l'Éducation nationale de la circonscription. Selon le nombre de classes que comprend l'école qu'ils dirigent, ils sont partiellement ou totalement déchargés de classe. À Paris, ils sont tous totalement déchargés, si leur école comprend au moins 5 classes (demi-déchargés, en dessous), dans le cadre d'une convention passée entre l'état et la ville, le 18 novembre 1988, à l'initiative de son maire Jacques Chirac, la commune payant à l'état le surcoût en postes d'enseignants,.
De très nombreux directeurs réclament un autre statut, afin que leur mission soit définie autrement que ce qui est énoncé dans le code de l'éducation. Ils revendiquent un traitement et une formation spécifiques, une décharge d'enseignement plus importante et des moyens matériels et humains leur permettant d'exercer leur métier. Une association nationale de directeurs d'école, le groupement de défense des idées des directeurs (GDID) milite activement pour modifier leur statut. Les syndicats sont très partagés par l'arrivée d'un nouveau corps dans l'enseignement primaire, les directeurs d'école devant assumer une quantité de travail et des responsabilités de plus en plus importantes.